# Île Pinette
L'île Pinette est une île sur la Loire, en France.
L'île est situé sur le territoire de la commune de Saint-Sébastien-sur-Loire, près de la rive gauche du fleuve dont elle séparé par un bras du fleuve, « le Boireau ». Elle mesure 55 ha. Au nord de l'île Pinette se trouve l'île Héron dont elle est séparée par un autre bras, « le Gourdeau ».
L'île est reliée par plusieurs ponts à la rive gauche du fleuve et à l'île Forget, légèrement en aval. Le chenal qui sépare les deux îles ne s'est formé qu'au XVIIème siècle.
Des aires de sport et de jeu y sont aménagées. Au début du XXème siècle, l'hippodrome de l'île accueille des grandes courses. Le centre équestre ouvre en 1984.
L'île peut facilement se retrouver inondée en cas de forte crue de la Loire.